# Saltos ornamentais nos Jogos Pan-Americanos de 2015 - Trampolim de 3 m sincronizado feminino
A competição do trampolim de 3 m sincronizado feminino é um dos eventos dos saltos ornamentais nos Jogos Pan-Americanos de 2015, em Toronto. Foi disputada no  Centro Aquático CIBC Pan e Parapan-Americano nos dias 13 de julho. 

## Calendário
Horário local (UTC-5).
| Data        | Horário | Fase   |
| ----------- | ------- | ------ |
| 13 de julho | 18:30   | Finais |

## Medalhistas
| Ouro   | MEX Paola Espinosa e Dolores Hernandez |
| Prata  | CAN Jennifer Abel e Pamela Ware        |
| Bronze | USA Deidre Freeman e Maren Taylor      |

## Resultados

### Final
| Pos.              | Saltador                                  | Nacionalidade      | Pontos |
| ----------------- | ----------------------------------------- | ------------------ | ------ |
| Medalha de ouro   | Paola Espinosa Dolores Hernandez          | MEX México         | 301.20 |
| Medalha de prata  | Jennifer Abel Pamela Ware                 | CAN Canadá         | 298.23 |
| Medalha de bronze | Deidre Freeman Maren Taylor               | USA Estados Unidos | 293.10 |
| 4                 | Tammy Galera Juliana Veloso               | BRA Brasil         | 255.45 |
| 5                 | Diana Pineda Manuela Rios                 | COL Colômbia       | 246.87 |
| 6                 | Jeniffer Fernandez Luisa Jimenez Aragunde | PUR Porto Rico     | 241.59 |
| 7                 | Wendy Esquivel Paula Sotomayor            | CHI Chile          | 205.92 |